# Răzvan Pleșca
Răzvan Nicolae Pleșca (Arad, 25 novembre 1982) è un ex calciatore rumeno, di ruolo portiere.